# Filmworks XVI: Workingman's Death
Filmworks XVI: Workingman's Death è la sedicesima colonna sonora composta dal compositore jazz statunitense John Zorn, pubblicata il 26 aprile 2005 dalla Tzadik Records.

## Descrizione
John Zorn compose questa colonna sonora per il film Workingman's Death, documentario diretto dal regista Michael Glawogger che dettaglia la situazione della disoccupazione dei cittadini cinesi, indonesiani, nigeriani, ucraini e pachistani.

## Tracce
Musiche di John Zorn.
1. Gadani Slipaway – 9:01
2. Juju – 6:14
3. Sulphur Mining – 6:29
4. Horn Carrier – 3:16
5. Atmosphere – 2:13
6. The Miners – 3:05
7. Steel Factory – 6:01
8. Work Trance – 3:20
9. Ghost Ship – 2:51
10. Dark Caves – 3:17
11. Slaughterhouse – 9:09
12. Guitar Juju – 6:20

Durata totale: 61:16

## Formazione
- John Zorn - organo, gamelan
- Shanir Ezra Blumenkranz - basso
- Jamie Saft - pianoforte elettrico, chitarra
- Cyro Baptista - percussioni
- Ikue Mori - percussioni